# Bob-Europameisterschaft 1982
Die Bob-Europameisterschaft 1982 wurde am 23. und 24. Januar im Zweierbob und am 29. und 30. Januar 1982 im Viererbob, allerdings nur in zwei Läufen, zum dritten Mal auf der Pista Olimpica di Bob  im italienischen Cortina d’Ampezzo ausgetragen.

## Zweierbob
Wie im vergangenen Jahr bei der Weltmeisterschaft, als der Amerikaner Jim Morgan tödlich verunglückte, hatte die Bahn auch bei der EM ihre Tücken. Der Italiener Pietro Maraco zog sich im Training bei einem Sturz schwere Gesichtsverletzungen zu. Sie waren so gravierend, dass zeitweise eine zumindest teilweise Erblindung drohte. Darüber hinaus erschütterte in der EM-Vorbereitung ein weiterer Todesfall die Bobwelt. Der 27-jährige Imand Karlsons vom sowjetischen Bob-Team verunglückte auf der Bobbahn in Igls durch einen Sturz. Er wurde im Bob bis ins Ziel mitgeschleift und dabei mehrfach gegen die Bahn gedrückt. Er verstarb anschließend im Innsbrucker Universitätsklinikum an seinen inneren Verletzungen. Aber auch sportlich gab es im Vorfeld bereits etwas zu vermelden. Der amtierende Doppelweltmeister von Cortina, Bernhard Germeshausen aus der DDR. konnte wegen einer Schlüsselbeinfraktur nicht bei der EM an den Start gehen. Zu allem Überfluss kamen auf der sehr gut präparierten Bahn noch Temperaturprobleme ins Spiel, die es notwendig machten, den Trainings- und Wettkampfbetrieb in die späten Abendstunden zu verlegen. Beim Wettbewerb selbst stellte der Schweizer Olympiasieger Erich Schärer schon am ersten Wettkampftag die Weichen auf Sieg. Vor allem durch sehr schnelle Startzeiten fuhr er gegenüber dem Duo Schönau/Kirchner mit 88 Hundertsteln schon einen beachtlichen Vorsprung heraus. Auch am zweiten Wettkampftag ließ Schärer keine Zweifel an seinen Titelambitionen aufkommen. Als einziger Bob fuhr er konstant unter 1:13 Minuten und fuhr am Ende einen enormen Vorsprung von 1,93 Sekunden für Schönau/Kirchner heraus. Nach einem siebten Platz in der Gesamtwertung am ersten Tag kämpfte sich Titelverteidiger Hans Hiltebrand noch auf den Bronzerang vor und ließ dabei mit knappem Vorsprung noch zwei DDR-Bobs hinter sich.
| Platz | Bob                                                                         | Lauf 1  | Lauf 2  | Lauf 3  | Lauf 4  | Gesamtzeit Rückstand |
| ----- | --------------------------------------------------------------------------- | ------- | ------- | ------- | ------- | -------------------- |
| 1     | Schweiz – Bob SUI 1 Erich Schärer Max Rüegg                                 | 1:12,64 | 1:12,76 | 1:12,83 | 1:12,84 | 4:51.07              |
| 2     | Deutsche Demokratische Republik – Bob GDR 2 Horst Schönau Andreas Kirchner  | 1:12,79 | 1:13,49 | 1:13,63 | 1:13,09 | 4:53.00 +1.93        |
| 3     | Schweiz – Bob SUI 2 Hans Hiltebrand Ulrich Bächli                           | 1:13,71 | 1:14,46 | 1:13,25 | 1:13,46 | 4:54.98 +3.91        |
| 4     | Deutsche Demokratische Republik – Bob GDR 3 Detlef Richter Dietmar Jerke    |         |         |         |         | 4:55.02 +3.95        |
| 5     | Deutsche Demokratische Republik – Bob GDR 1 Bernhard Lehmann Eberhard Weise |         |         |         |         | 4:55.03 +3.96        |
| 6     | Schweiz – Bob SUI 3 Ralph Pichler Georg Klaus                               |         |         |         |         | 4:56.03 +4.96        |
| 7     | BR Deutschland – Bob FRG 1 Anton Fischer Franz Nießner                      |         |         |         |         | 4:56.59 +5.52        |
| 8     | Österreich – Bob AUT 1 Franz Paulweber Wolfgang Heid                        |         |         |         |         | 4:56.67 +5.60        |
| 9     | Österreich – Bob AUT 3 Richard Kofler Franz Siegl                           |         |         |         |         | 4:58.20 +7.13        |
| 10    | Österreich – Bob AUT 2 Fritz Sperling Franz Köfel                           |         |         |         |         | 4:58.60 +7.53        |

## Vierer-Bob Männer
Auch im Wettbewerb der großen Schlitten gab es schon vor der Austragung einige Vorentscheidungen. Neben der verletzungsbedingten Abwesenheit des Weltmeisters Bernhard Germeshausen verzichteten der frischgebackene Zweierbob-Europameister Erich Schärer und der Bronzemedaillengewinner Hans Hiltebrand auf eine Teilnahme im Viererbob, ums sich auf die WM im eignen Land gebührend vorbereiten zu können. Darüber hinaus meldete der Schlitten- und Bobsportverband der DDR auch nur einen Bob mit Pilot Detlef Richter. Bernhard Lehmann hatte sich im Training nach einem schweren Sturz am Arm verletzt und Horst Schönau trainierte zur WM-Vorbereitung auf der Bahn in Igls. Der Wettbewerb selbst war enormen Wetterunbilden unterworfen. Störte zunächst Schneefall den ersten Wettkampftag, der eine Durchführung noch ermöglichte, so sorgte der anschließende Föhneinbruch für irreguläre Bedingungen. Die teilweise aus Natureis bestehende Bahn schmolz in der Mittagssonne des 30. Januar zunehmend dahin und ließ stellenweise sogar den Untergrundbeton hervorscheinen. So wurde die EM nach zwei Wertungsläufen abgebrochen und der Zwischenstand zum Endergebnis erklärt. Damit gewann der erst 27-jährige Schweizer Ralph Pichler etwas überraschend seinen ersten internationalen Titel. Der einzige DDR-Bob schlug sich achtbar und holte mit EM-Neuling Detlef Richter Silber vor Routinier Walter Delle Kart aus Österreich. Der an Eins gesetzte heimliche EM-Favorit Silvio Giobellina stürzte hingen im ersten Lauf, hatte aber Glück im Unglück, da sein Bob sich im weiteren Streckenverlauf wieder aufrichtete. Mehr als der siebente Platz im Starterfeld von 16 Bobs aus neun Nationen sprang aber nach nur zwei Läufen nicht mehr heraus.
| Platz | Bob                                                                                                   | Lauf 1  | Lauf 2  | Gesamtzeit Rückstand |
| ----- | --- | ------- | ------- | -------------------- |
| 1     | Schweiz – Bob SUI 2 Ralph Pichler Kurt Ott Urs Leuthold Georg Klaus                                   | 1:12,99 | 1:12,94 | 2:25.93              |
| 2     | Deutsche Demokratische Republik – Bob GDR 1 Detlef Richter Michael Richter Thomas Forch Dietmar Jerke | 1:13,08 | 1:13,17 | 2:26.25 +0.32        |
| 3     | Österreich – Bob AUT 3 Walter Delle Karth jun. Günter Krispel Johann Lindner Ferdinand Grössing       | 1:13,10 | 1:13,49 | 2:26.59 +0.66        |
| 4     | BR Deutschland – Bob FRG 2 Klaus Kopp Günther Neuburger Gerhard Oechsle Stratzler                     | 1:13,25 | 1:13,62 | 2:26.87 +0.94        |
| 5     | Schweiz – Bob SUI 3 Ekkehard Fasser Hanspeter Frei Hans Märchy Rolf Strittmatter                      | 1:13,88 | 1:13,17 | 2:27.05 +1.12        |
| 6     | Österreich – Bob AUT 1 Peter Kienast Thomas Schmid Christian Mark Franz Siegl                         | 1:13,57 | 1:13,52 | 2:27.09 +1.16        |
| 7     | Schweiz – Bob SUI 1 Silvio Giobellina Heinz Stettler Urs Salzmann Rico Freiermuth                     | 1:13,75 | 1:13,35 | 2:27.10 +1.17        |
| 8     | Italien – Bob ITA 1 Marco Bellodis Tiziano Scurato Paolo Lupi Giuseppe Lapadula                       | 1:14,00 | 1:13,46 | 2:27.46 +1.53        |
| 9     | BR Deutschland – Bob FRG 1 Anton Fischer Franz Niessner Uwe Eisenbach Hans Metzler                    |         |         | 2:27.59 +1.66        |
| 10    | Rumänien – Bob ROM 1 Ion Duminicel Doru Francu Costel Petrariu Gheorghe Lixandru                      |         |         | 2:27.98 +2.05        |
| 11    | Sowjetunion – Bob URS 1 Jānis Skrastiņš Wladimir Schawlew Alexander Paschkow Rihards Kotāns           |         |         | 2:28.24 +2.31        |
| 12    | Sowjetunion – Bob URS 2 Zintis Ekmanis Imants Muižnieks Aivars Šnepsts Wladimir Alexandrow            |         |         | 2:28.78 +2.85        |
| 13    | Frankreich – Bob FRA 1 Gerard Christaud ?                                                             |         |         | 2:28.95 +3.02        |
| 14    | Italien – Bob ITA 2 Albino Zambelli ?                                                                 |         |         | 2:29.13 +3.20        |
| 15    | Österreich – Bob AUT 2 Richard Kofler ?                                                               |         |         | 2:29.23 +3.30        |

## Medaillenspiegel
| Platz | Nation                          | Gold | Silber | Bronze |
| ----- | ------------------------------- | ---- | ------ | ------ |
| 1     | Schweiz                         | 2    | –      | 1      |
| 2     | Deutsche Demokratische Republik | –    | 2      | –      |
| 3     | Österreich                      | –    | –      | 1      |